# Hierotheos (Ungarn)
Hierotheos (ungarisch Hierotheosz) war ein orthodoxer Mönch und Missionsbischof in Ungarn um 952.
Hierotheos wurde bei den byzantinischen Chronisten Johannes Skylitzes und Johannes Zonaras erwähnt. Er war Mönch und wurde wahrscheinlich 952 von Patriarch Theophylaktos von Konstantinopel zum Bischof für Ungarn (Turkia) geweiht. Danach begleitete er den getauften Führer Gyla mit nach Ungarn und bekehrte viele Menschen zum Christentum.
Im Jahr 2000 ernannte der Ökumenische Patriarch Bartholomaios I. von Konstantinopel Hierotheos gemeinsam mit dem König Stephan I. zu Heiligen der orthodoxen Kirche des Ökumenischen Patriarchats von Konstantinopel. Sein Gedenktag ist der 20. August. In Budapest gibt es eine orthodoxe St.-Stephans-und-Hierotheos-Kapelle.